# L'incantesimo del lago
L'incantesimo del lago (The Swan Princess) è un film d'animazione statunitense del 1994, diretto da Richard Rich. Ispirato al balletto di Pëtr Il'ič Čajkovskij Il lago dei cigni, è uscito nelle sale cinematografiche statunitensi il 18 novembre 1994 e in quelle italiane l'8 agosto 1995.
Nella colonna sonora non è presente la musica del balletto russo Il lago dei cigni.

## Trama
Il regno del re Guglielmo esulta per la nascita della figlia del sovrano, la principessa Odette, in onore della quale viene organizzato un festoso battesimo. Fra gli invitati alla cerimonia, vi sono la regina Uberta, un'eccentrica monarca vedova di un paese vicino, e il principino Derek, suo unico figlio. Come d'accordo, Guglielmo e Uberta progettano di unificare i loro regni tramite il matrimonio tra i loro figli, e decidono che i ragazzi dovranno frequentarsi ogni estate perché si innamorino l'uno dell'altra. Nel frattempo però, il malvagio e crudele mago Rothbart tenta di impadronirsi del regno di Guglielmo, ma viene fermato dall'esercito del re e per suo ordine esiliato, non prima di aver giurato a Guglielmo di ritornare per riprendersi tutto ciò che è suo.
Contrariamente alle previsioni dei genitori, Odette e Derek si trovano antipatici fin dal primo incontro e passano le estati a farsi dispetti. Ma appena diventati adulti, le cose piano piano cambiano, e Derek, colpito dalla bellezza di Odette, se ne innamora istantaneamente e le chiede di sposarlo davanti a tutta la corte. La ragazza però teme che lui sia solamente infatuato del suo aspetto esteriore e, delusa, manda a monte il fidanzamento lasciando il principe sconvolto e mortificato. Mentre la carrozza reale sta attraversando la foresta, Rothbart riappare improvvisamente trasformandosi in una bestia volante, attacca il convoglio. L'agonizzante capitano delle guardie fa appena in tempo a tornare al palazzo di Derek per dare l'allarme; il giovane accorre immediatamente sul posto, ma ormai della principessa non c'è più traccia se non il suo ciondolo (che il principe e la madre le regalarono al suo battesimo), e re Guglielmo, ferito mortalmente dalla creatura, lascia al principe come unico indizio la frase "non è quello che sembra" prima di morire.
Rothbart tiene Odette prigioniera in un lontano e fatiscente palazzo sulle sponde di un lago, nel cuore della foresta; il mago vuole costringerla a sposarlo in modo da impadronirsi legittimamente del regno di Guglielmo. Per convincere Odette, egli lancia un incantesimo su di lei, trasformandola in un cigno: la principessa può riassumere le sue sembianze umane solo temporaneamente, trovandosi sul lago quando brilla la luce della luna, mentre al tramonto della stessa tornerà a essere un cigno ovunque ella sia; per essere liberata deve ricevere un giuramento e una prova di amore eterno dal suo principe davanti a tutto il mondo o arrendersi al mago. Durante la prigionia, Odette conosce tre simpatici animali che vivono sulle sponde del lago: l'altezzoso ranocchio Jean-Bob (convinto di essere un principe sotto un incantesimo), la paziente e saggia tartaruga Freccia (chiamata così per la sua velocità in acqua) e l'avventurosa pulcinella di mare Puffin (che si crede essere un generale dell'esercito), che la rincuorano e si offrono di aiutarla a risolvere il suo problema.
Intanto, nel regno di Uberta si crede ormai che Odette sia perduta per sempre, e la regina stessa decide infatti di preparare un grandioso ballo a cui invitare tutte le principesse di sua conoscenza nella speranza che il figlio scelga una nuova sposa. Al contrario, Derek ha ancora speranza, e, riflettendo sulle ultime parole di re Guglielmo, si convince che il rapitore di Odette sia quello che lui chiama "il Grande Animale", ovvero una creatura che può assumere una forma innocua per ingannare chi se lo trova davanti, per poi trasformarsi in un essere pericoloso e attaccare alla sprovvista. Dopo un lungo addestramento con l'arco, Derek si addentra dunque nella foresta per affrontare il mostro e salvare Odette, scortato dal suo maldestro amico e scudiero Bromley.
Nel frattempo, al lago, i quattro animali hanno elaborato un piano per farsi trovare dal principe: si intrufolano furtivamente nel palazzo dello stregone per sottrarre una mappa e orientarsi, poi Odette e Puffin volano verso il regno di Derek. I due uccelli si imbattono nel principe nel bel mezzo nella foresta, ma questi, non riconoscendo Odette perché ella ha sembianze di cigno e credendo invece che si tratti del "Grande Animale", tenta di ucciderla (trovando strano un cigno da solo in una foresta). Dopo un pericoloso inseguimento, Odette e Puffin attirano Derek fino al lago appena in tempo perché sorga la luna e la principessa riprenda il suo vero aspetto. Quando Odette spiega al principe le condizioni della sua prigionia, Derek la invita al ballo che avrà luogo la sera successiva: in quell'occasione egli formulerà il suo giuramento di amore eterno spezzando così l'incantesimo, avendo invitati da ogni parte del mondo. 
Rothbart, però, ha udito la conversazione, trovando anche l'arco del principe che getta nel lago e, fallito ogni tentativo di convincere Odette a sposarlo, decide di vendicarsi su entrambi: siccome la sera del ballo non ci sarà la luna (e quindi la principessa non potrà tornare umana), lo stregone trasforma Bridget, la sua vecchia assistente, in una sosia di Odette, dopodiché rinchiude la vera principessa in una torre allagata e sorvegliata da due alligatori e vi getta dentro anche Bromley, catturato nella foresta. Il piano prevede che Bridget, come falsa Odette, si presenti al ballo per ricevere il giuramento d'amore di Derek, provocando così la morte della vera principessa. 
Jean-Bob, Freccia e Puffin riescono a liberare sia Odette che Bromley, usando gli alligatori per sfondare una parete della torre, ma non riuscendo però ad impedire l'inganno e Odette assiste impotente al giuramento di Derek; il cuore della principessa si spezza e lei riesce a malapena a tornare in volo al lago prima di morire, tornando umana. Ormai sicuro della vittoria, Rothbart irrompe al ricevimento e svela a Derek il suo inganno; il principe si precipita allora a sua volta al lago dove si getta sul corpo ormai senza vita dell'amata chiedendole perdono. Alle grida disperate del principe soggiunge nuovamente Rothbart il quale rivela a Derek che Odette potrebbe tornare in vita solo se lui venisse sconfitto, e subito dopo si trasforma nel temuto "Grande Animale". Il principe combatte svantaggiato, perdendo la sua spada, ma per fortuna Jean-Bob e Freccia riescono a recuperare il suo arco da caccia dal fondo del lago, e Bromley gli passa la sua ultima freccia con cui il principe colpisce Rothbart al cuore, il quale muore precipitando nel lago, dove si dissolve in un'esplosione. Derek dichiara il suo amore incondizionato sul corpo di Odette, che torna miracolosamente in vita e ormai libera dall'incantesimo. I due principi si sposano e vengono incoronati re e regina.

## Personaggi
- Principessa Odette: la protagonista del film; è la giovane figlia di Re Guglielmo, unica erede al trono di suo padre. È una ragazza bella, coraggiosa, intelligente, sensibile, gentile e premurosa con coloro che ama. È anche dotata di forza interiore, poiché non teme il pericolo in alcun caso, e abbastanza indipendente e sfacciata da sfidare verbalmente Rothbart. Inizialmente convinta che il principe Derek fosse egocentrico, finché un giorno non vide un uomo migliore. Viene rapita e maledetta dal cattivo mago Rothbart, che la costringe a vivere sotto le sembianze di un cigno durante il giorno e le concede di tornare umana solo nelle notti di luna e fino al tramonto della stessa.
- Principe Derek: il protagonista maschile del film; è l'unico figlio della Regina Uberta. È un principe bello, atletico, coraggioso, determinato e simpatico. È un leader naturale e un atleta provetto, e non ha paura delle dicerie a proposito del Grande Animale, che affronta senza esitazione. Fin dall'inizio del film, è il promesso sposo di Odette, la quale però inizialmente lo rifiuta, perché all'apparenza superficiale (dato che sembra chiederle la mano solo perché si rende conto di quanto sia diventata bella), dimostrando in seguito il suo lato romantico. Dopo il rapimento di Odette non si dà pace e passa le sue giornate ad allenarsi per affrontare la bestia che l'ha rapita.
- Rothbart: il principale antagonista del film. In passato era un nobile alla corte di re Guglielmo e, all'insaputa di tutti, mirava al trono; praticava, inoltre, la magia nera, diventando uno stregone ambizioso, avido, crudele, subdolo e assetato di potere: Guglielmo, quando lo scoprì, distrusse il suo laboratorio, privandolo di fatto dei suoi poteri, e lo esiliò. Rothbart nutre un profondo desiderio di vendetta nei confronti del Re, ma è anche abbastanza lucido da rendersi conto che l'unico modo per ottenere il trono senza intoppi è sposare Odette, così da legittimare la propria posizione.
  - Il Grande Animale: è il nome con cui è conosciuta la forma con cui Rothbart attacca la carrozza di Guglielmo e rapisce Odette, e con la quale affronta Derek al castello del lago. Si tratta di un grosso essere bipede dal folto pelo nero, il cui aspetto ricorda molto quello di un chirottero.
- Jean-Bob: un comico maschio di rana francese convinto di essere un principe; sostiene che per riassumere la propria forma umana deve essere baciato da Odette. Oltre a essere un po' pomposo e con un arrogante senso dell'umorismo, si dimostra impulsivo e sconsiderato, quindi tende ad agire prima di pensare nella fretta di dimostrare il proprio coraggio a Odette. Alla fine, dopo aver salvato Odette, viene ringraziata da quest'ultima, che gli dà un bacio, lasciandogli credere che sia diventato un principe per farlo contento.
- Lorenzo Posapiano, detto "Freccia": un maschio di tartaruga gentile e saggio. Insieme a Jean-Bob assiste alla trasformazione di Odette e ne diventa amico e confidente. Ha anche un pizzico di sarcasmo e arguzia, in particolare nei confronti di Jean-Bob. Seppur lento sulla terra ferma è una saetta in acqua rivelandosi contro ogni previsione estremamente veloce.
- Puffin: un maschio di pulcinella di mare avventuroso, vivace, impavido e dai modi pomposi che giunge al castello sul lago dopo essere stato ferito a un'ala da una freccia. È molto abile nel volo e dopo essere stato soccorso da Odette decide di darle tutto il suo sostegno sentendosi in debito. È il più furbo e devoto degli amici di Odette, e assume il ruolo di capo di Jean-Bob e Freccia.
- Lord Rogers: un nobile palatino, intellettuale e sarcastico, fidato consigliere della regina Uberta (di cui è da sempre innamorato) e tutore di Derek, che lo rimbrotta quando assume degli atteggiamenti impulsivi o sbagliati. È anche il capo musicista di corte. Ha un po' di rivalità con Bromley, che spesso ridicolizza, ma nonostante ciò gli vuole comunque bene.
- Bromley: il compagno e migliore amico di Derek. Abbastanza invidioso del principe, che comunque ammira profondamente, è fisicamente poco prestante, corpulento, fifone e molto imbranato, oltre che insicuro, ma sarà proprio grazie al suo aiuto che Derek sconfiggerà Rothbart.
- Re Guglielmo: è il padre vedovo della principessa Odette. Come re era giusto e molto amato, e voleva che i suoi sudditi prosperassero, per cui ha architettato un piano assieme alla Regina Uberta per far sposare i due eredi al trono e unificare i regni.
- Regina Uberta: la madre vedova del Principe Derek. Regina dai modi aristocratici, ma spesso comici ed eccentrici innamorata da sempre di Rogers che le fa da confidente, è sinceramente affezionata al proprio figlio e fortemente desiderosa di vederlo sposato.
- Bridget: l'antagonista secondaria del film. È la buffa, anziana, trasandata e per nulla attraente megera aiutante di Rothbart. Aiuta lo stregone nel suo piano per ingannare Derek, ma alla fine, dopo aver visto che la situazione si era spinta troppo oltre la sua coscienza, diventa buona e si mette al servizio di Derek e Odette, innamorandosi del Ciambellano. Rappresenta il Cigno Nero, quando Rothbart la trasforma in una sosia perfetta di Odette.
- Il ciambellano: un ometto grasso e basso di statura, importante funzionario e maestro di cerimonie alla corte di Uberta.
- I musicisti: l'orchestra di corte della Regina Uberta. Derek se ne serve, a volte, per i suoi allenamenti di caccia, ma loro non sopportano l'idea di travestirsi da animali per l'allenamento di Derek e Bromley con l'arco.
  - Hans: suona il corno francese. Nella simulazione di caccia interpreta la parte della papera, l'animale col punteggio più basso. Viene più volte bersagliato da Derek nel corso della prova.
  - Wesley: suona i tamburi. Nella simulazione di caccia interpreta la parte del coniglio bianco, l'animale col punteggio più alto. Si prende gioco di Bromley per la sua goffaggine. Bromley però alla fine si prende una piccola rivincita alla fine della sfida bersagliandolo 3 volte per averlo preso in giro per tutta la sfida.
- Gli alligatori: gli antagonisti terziari del film. Sono due alligatori che cercano di mangiare Jean-Bob. Sono probabilmente due animali domestici di Rothbart e custodiscono il fossato per lui notte e giorno.

## Colonna sonora
1. Così non si può giocare ovvero Certo che si può (This is My Idea) [Odette e Derek - con Bromley, i sudditi dei due regni, Guglielmo e Uberta]
2. Prova, prova, prova (Practice, Practice, Practice) [musicisti di corte - con Lord Rodgers e Uberta]
3. La voce dell'amore (Far Longer Than Forever) [Odette e Derek]
4. Si va! (No Fear) [Jean-Bob, Freccia e Puffin]
5. Mr. Simpatia qui non c'è (No More Mr. Nice Guy) [Rothbart]
6. Sfilata di beltà (Princesses On Parade) [il Ciambellano - con Lord Rodgers]

Una settima canzone, Eternity, cantata dalla band giapponese Dreams Come True, viene utilizzata come base dei titoli di coda. Far Longer Than Forever è stata nominata ai Golden Globe come migliore canzone originale nel 1994.

## Distribuzione

### Edizioni home video
L'incantesimo del lago è stato pubblicato in Italia in VHS nel dicembre 1995 su etichetta Columbia TriStar Home Video.

## Accoglienza

### Incassi
Il film non ebbe il successo sperato, in parte a causa delle difficoltà dovute alla concorrenza con una riedizione de Il re leone, vista come un "sabotaggio" da Variety. L'incantesimo del lago divenne popolare attraverso le riedizioni home video e da allora ha avuto nove sequel direct-to-video ed è l'unico film della serie ad avere avuto un'ampia uscita nelle sale.
Uscì negli Stati Uniti il 18 novembre 1994 e ha incassato solo 2,4 milioni di dollari nel weekend di apertura. Alla fine ha avuto un lordo interno totale di $ 9,8 milioni contro un budget di $ 21 milioni, diventando un enorme fallimento finanziario, principalmente a causa della concorrenza in difficoltà con altri film usciti nello stesso periodo, tra cui Stargate, Pulp Fiction e una riedizione de Il re leone.

### Critica
Il film ha ricevuto recensioni contrastanti da parte della critica. Su Rotten Tomatoes ha un indice di gradimento del 50%, basato su 12 recensioni, con un punteggio medio di 5,4/10.
Roger Ebert del Chicago Sun-Times ha assegnato al film tre stelle su quattro, scrivendo: "Nonostante le risorse relativamente limitate a sua disposizione, Richard Rich dimostra di comprendere la recente rinascita animata della Disney e può creare un po' della stessa magia. Il film non è nella stessa lega dei quattro grandi della Disney, e non ha lo stesso fascino incrociato per gli adulti, ma come intrattenimento per famiglie, è luminoso e allegro, e ha i suoi momenti". Allo stesso modo, Hal Hinson del Washington Post ha scritto che era un film migliore de Il re leone, elogiandone "il ritmo fluido e senza fretta" e il "senso del colore originale e lussureggiante", sebbene ritenga la colonna sonora" [non] terribilmente distintiva".
Brian Lowry del Variety ha scritto che il film era "tecnicamente impressionante ma piuttosto piatto e languido dal punto di vista della trama". James Berardinelli del ReelViews ha assegnato al film 2,5 stelle su 4 scrivendo che "gran parte del film è banale", sebbene abbia aggiunto "tuttavia, nonostante i suoi problemi, è in realtà una delle migliori produzioni animate non Disney in arrivo da un po' di tempo". Gene Siskel del Chicago Tribune ha dato al film due stelle su quattro scrivendo che il film è "un racconto disegnato casualmente di un noioso principe e una principessa tormentati da uno stupido stregone. Le canzoni sono deboli e nessuna relazione è sviluppata tra i protagonisti".

## Riconoscimenti
- 1995 - Golden Globe
  - Candidatura per la Miglior canzone originale (Far Longer Than Forever)
- 1995 - Annie Award
  - Candidatura per il Miglior film d'animazione

## Sequel
Il film ha avuto due sequel, poi altri nove realizzati in CGI, diretti sempre da Richard Rich:
1. L'incantesimo del lago 2 - Il segreto del castello (1997)
2. L'incantesimo del lago 3 - Lo scrigno magico (1998)
3. L'incantesimo del lago: Un magico Natale (2012)
4. L'incantesimo del lago: Storia di una famiglia reale (2014)
5. L'incantesimo del lago: La principessa pirata (2016)
6. L'incantesimo del lago: Missione spie (2017)
7. L'incantesimo del lago: Un mistero reale (2018)
8. L'incantesimo del lago: Il regno della musica (2019)
9. L'incantesimo del lago: Un matrimonio reale (2020)
10. L'incantesimo del lago - Il segreto della casa reale (2023)
11. L'incantesimo del lago: Il canto dell'amore (2023)[10]